# Ruta Estatal de California 168
La Ruta Estatal de California 168, abreviada SR 168 (en inglés: California State Route 168), es una carretera estatal estadounidense ubicada en el estado de California. La carretera está dividida en dos segmentos, el primero inicia en el Oeste, en la SR 180     en Fresno continuando hasta el Este en el Lago Huntington, luego la vía es dividida y continúa en el segundo segmento hacia el Oeste en el Lago Sabrina hasta finalizar al Este en la SR 266     en Oasis. La carretera tiene una longitud de 199,6 km (124 mi).

## Mantenimiento
Al igual que las autopistas interestatales, y las rutas federales y el resto de carreteras estatales, la Ruta Estatal de California 168 es administrada y mantenida por el Departamento de Transporte de California por sus siglas en inglés Caltrans.